# Sinclair BASIC
Sinclair BASIC je dijalekt programskog jezika BASIC-a koji se bilo rabio u 8-bitnim računalima tvrtke Sinclair Research Ltd i Timex Sinclair. Bio je interpreter kojeg je razvila tvrtka Nine Tiles Networks Ltd. Prvotno je razvijen 1979. za računalo ZX 80, i bio dio ROM-a od 4kB kao nekompletna implementacija ANSI-jevog minimalnog BASIC standarda iz 1978., da bi se kasnije razvio u 8 kB ROM za ZX 81 i Timex Sinclair 1000, do skoro potpune inačice koja je stala u 16 kB ROM za ZX Spectrum.

## Ključne riječi
Računalo ZX Spectrum imalo je 86 ključnih (rezerviranih) riječi koje su korištene kao naredbe ili za logičke operacije, i nisu se mogle upotrijebiti za neke druge funkcije kao recimo imena varijabili. Ključne riječi su sljedeće:
ABS, ACS, AND1, ASN, AT, ATN, ATTR, BEEP, BIN, BORDER, BRIGHT7, CAT2, CHR$3, CIRCLE, CLEAR, CLOSE#2, CLS, CODE3, CONTINUE, COPY, COS, DATA, DEF FN, DIM, DRAW, ERASE2, EXP, FLASH7, FN, FOR, FORMAT2, GO SUB, GO TO, IF4, IN, INK7, INKEY$3, INPUT, INT, INVERSE7, LEN, LET5, LINE, LIST, LLIST, LN, LOAD, LPRINT, MERGE, MOVE2, NEW, NEXT, NOT1, OPEN#2, OR1, OUT, OVER7, PAPER7, PAUSE, PEEK, PI, PLOT, POINT, POKE, PRINT, RANDOMIZE, READ, REM, RESTORE, RETURN, RND, RUN, SAVE, SCREEN$3, SGN, SIN, SQR, STEP, STR$3, TAB, TAN, THEN 4, TO, USR, VAL3, 6, VAL$3, VERIFY

## Opaske
1. AND, NOT, i OR su logičke operacije.
2. CAT, ERASE, FORMAT i MOVE bile su naredbe koje su se trebale koristiti s perifernim jedinicama, i koje nisu bile spremne kada je računalo ZX Spectrum bilo izbačeno na tržište